# Бишенте Лизаразу
Бишенте Лизаразу е френски футболист от баски произход, ляв защитник. Има почти 100 мача за националния отбор на Франция, като е европейки и световен шампион с „петлите“. Записал е над 200 участия с екипа на Байерн Мюнхен, с който е европейски и световен клубен шампион.

## Кариера
Започва кариерата си в отбора на Бордо. Там играе 8 сезона, като запива 272 мача във всички турнири и става твърд титуляр за националния тим на Франция. През 1996 достига финал на купата на УЕФА, но там Бордо губи от Байерн Мюнхен. След края на сезона преминава в Атлетик Билбао, ставайки първият чужденец в отбора от втората световна война насам. Престоят му в Испания продължава само един сезон, след което преминава в Байерн Мюнхен. Същият сезон е привлечен и Михаел Тарнат, с когото Лизаразу се конкурира за поста на левия бек, като двамата получават почти еднакво игрово време. През 1998 участва на световното първенство и е титуляр в отбора на Франция, който и печели титлата. Бишенте вкарва и попадение на турнира – срещу Саудитска Арабия.
През 1999 французинът е в отбора на годината на ESM. На следващата година участва на европейското първенство, където Франция отново печели. През 2001 играе на финалът на Шампионската лига, спечелен от „баварците“ след дузпи. Също така печели и междуконтиненталната купа, ставайки единственият играч, който е световен и европейски шампион на клубно и международно ниво. До края на първия си престой в Байерн печели 4 титли на Германия, 3 национални купи и 4 купи на лигата. След края на Евро 2004 се отказва от националния отбор на Франция, за който записва 97 срещи. Също така напуска Байерн в посока Олимпик Марсилия, но отново облича екипа на „баварците“ след половин година, взимайки номер 69. Бишенте избира този номер, тъй като е роден през 1969 година, висок е 169 сантиметра и тежи 69 килограма.
На левия бек Лизаразу среща сериозна конкуренция в лицето на младия Филип Лам и записва 31 мача за 2 сезона. Печели 2 пъти купата на Германия и титлата на страната през 2005/06. Последният мач в кариерата му е срещу Борусия (Дортмунд).

## Извън футбола
След края на кариерата си се занимава активно със скелетон и жиу жицу. През 2009 става европейски шампион по бразилско жиу жицу.